# Sigrid von Schultz
Sigrid Elisabet von Schultz, född Wedin 19 november 1872 i Visby stadsförsamling, död 29 maj 1948 i Oscars församling, var en svensk kvinnosakskvinna. Hon var ordförande för Föreningen för kvinnans politiska rösträtt i Bollnäs.